# Waltheria calcicola
Waltheria calcicola är en malvaväxtart som beskrevs av Ignatz Urban. Waltheria calcicola ingår i släktet Waltheria och familjen malvaväxter. Inga underarter finns listade i Catalogue of Life.